# 61. Münchner Sicherheitskonferenz
Die 61. Münchner Sicherheitskonferenz fand vom 14. bis 16. Februar 2025 im Hotel Bayerischer Hof und im Rosewood Munich in München unter dem Motto „Multipolarization“ statt.

## Themen

### Die Rede von J. D. Vance
US-Vizepräsident JD Vance erhielt am 14. Februar 2025, dem ersten Konferenztag, nach der Eröffnungsansprache von Bundespräsident Steinmeier (20 min), Grußworten von Heusgen und Söder (je 5 min) und einem 30 Minuten Programmteil von von der Leyen (Thema: The EU in the World) einen Programmpunkt, der 30 Minuten dauerte und mit dem Titel The U.S. in the World angekündigt wurde. Anders als im Programmpunkt von von der Leyen, waren in dem Slot von Vance keine Fragen und keine Moderation vorgesehen. In seiner Rede nahm Vance zum Erstaunen der Zuhörer in nur einem Satz Bezug auf den Ukraine-Krieg. Fragen der Rüstungspolitik wurden kurz gestreift und sicherheitspolitische Themen nicht problematisiert. Stattdessen widmete Vance sich der aktuellen europäischen Innenpolitik.
Vance äußerte: „Die Gefahr, die ich in Europa am größten sehe, ist nicht Russland oder China oder ein anderer externer Akteur.“ Die größte Gefahr liege im Inneren. Er warf den Europäern fast eine halbe Stunde lang ein falsches Demokratieverständnis vor. Vance kritisierte außerdem die Veranstalter der Konferenz. Diese hätten durch ein Nichteinladen von Vertretern links- und rechtspopulistischer Parteien Dialoge nicht ermöglicht. Tatsächlich waren die AfD und das BSW von einer Teilnahme ausgeschlossen. An die Politik gerichtet, forderte Vance die Regierenden Europas auf, die Stimmen aus der Bevölkerung mehr wahrzunehmen. „Wenn ihr Angst vor euren eigenen Wählern habt, dann gibt es nichts, was Amerika für euch tun kann.“
Europa müsse laut Vance außerdem Zensur bekämpfen, diese brächte unliebsame Stimmen zum Schweigen. Vance forderte Europa auch zu einer schärferen Migrationspolitik auf.
Es wurde vielfach auf diese Rede reagiert.

#### Replik von Pistorius auf die Rede von Vance
Bundesverteidigungsminister Pistorius wies die Vorwürfe aus der Rede von Vance in einer spontan erfolgten Replik, die er anstelle der eigentlich geplanten einführenden Worte seiner Ansprache lieferte, deutlich zurück. Vance habe die Demokratien in Europa infrage gestellt und mit autoritären Systemen verglichen. Pistorius sagte unter dem Applaus des Publikums: Meine Damen und Herren, das ist nicht akzeptabel.

### Die Rede von Olaf Scholz

#### Wehrhafte Demokratie
Die Rede von Scholz am zweiten Konferenztag, dem 15. Februar 2025, beinhaltete Statements zur wehrhaften Demokratie. „Freiheit und Demokratie gegen ihre Feinde zu verteidigen, das ist seit jeher das, was uns als transatlantische Gemeinschaft zusammenführt.“
In indirektem Bezug zu Vance und dessen Kommentaren zur Innenpolitik des Gastgeberlandes Deutschland konstatierte der Bundeskanzler wenige Tage vor der Bundestagswahl 2025: „Wie es mit unserer Demokratie weitergeht, das entscheiden wir selbst.“ Den Begriff der Desinformation, den Vance in seiner Rede (misinformation) als Unsinn diffamiert und mit Polemik und Schärfe kritisiert hatte, wurde von Scholz in Bezug auf die aktuelle außenpolitische Lage verwendet („aktive Maßnahmen wie die Sabotage von Unterseekabeln und anderer Infrastruktur, Brandanschläge, Desinformation, Versuche der Manipulation von demokratischen Wahlen“ wurden als aktuelle Gefährdungen der Ordnung angeführt).

#### Ukraine-Krieg und Verhandlungen
Ein Diktatfrieden sei nicht akzeptabel. Die souveräne Unabhängigkeit der Ukraine sei zu erhalten. Diese habe sich auch in Verhandlungen widerzuspiegeln. Dies bedeute es, wenn es heiße: Nichts über die Ukraine ohne die Ukraine. Ferner konstatierte Scholz: „Grenzen dürfen nicht mit Gewalt verschoben werden. Dieses Prinzip muss immer und überall gelten für jede und jeden.“

#### Verteidigungsausgaben
Nach aktuellem Stand beinhalte jeder weitere Prozentpunkt der Steigerung der Verteidigungsausgaben für die NATO, über die 2 % des BIP hinaus, weitere 43 Mrd. Euro durch Deutschland pro Jahr. Scholz befürwortete in seiner Rede eine Reform der Schuldenbremse nach der Bundestagswahl am 23. Februar 2025 als Investition in die äußere Sicherheit.
Scholz betonte die Bedeutung einer starken europäischen Rüstungsindustrie mit einer permanenten Produktion der wichtigsten Munitions- und Waffengattungen in Europa. Die Zusammenarbeit der europäischen Rüstungsunternehmen solle nicht unnötig beschränkt werden. Eine transatlantische Verschränkung der europäischen Verteidigungsindustrien sei deshalb nicht obsolet und weiter von Bedeutung. Scholz schlug vor, im Stabilitätspakt der Europäischen Union eine Ausnahme für alle Investitionen in Verteidigungsgüter einzuführen, die oberhalb des bisherigen NATO-Ziels von zwei Prozent lägen, zeitlich befristet und unter Wahrung fiskalischer Solidität aller EU-Mitgliedstaaten.
Einige EU-Mitgliedsstaaten haben allerdings eine hohe Staatsverschuldung.

### Gründung der Middle East Consultation Group (MECG)
Auf der 61. Münchner Sicherheitskonferenz wurde eine Nahost-Konsultationsgruppe (Middle East Consultation Group, MECG) ins Leben gerufen.

### Munich Security Report 2025
Multipolarisierung (multipolarization, auch übersetzbar mit: Multipolarität) ist das Stichwort des am 10. Februar 2025 veröffentlichten Munich Security Reports 2025, der als Diskussionsgrundlage der Veranstaltung dient (siehe auch Polarität (internationale Beziehungen)). Der Report enthält eine Darstellung der „weitreichenden Folgen der Multipolarisierung der internationalen Ordnung“. Zu den weiteren behandelten Themen gehören: globale Sicherheitsherausforderungen, globale Governance, demokratische Resilienz, Klimasicherheit, der Zustand der internationalen Ordnung, regionale Konflikte und Krisen, die Zukunft der transatlantischen Partnerschaft und die Rolle Europas in der Welt.

## Teilnehmerinnen und Teilnehmer
Zu den Teilnehmerinnen und Teilnehmern gehörten u. a.
- Natasha Akpoti-Uduaghan, nigerische Politikerin
- Rashad al-Alimi, Staatspräsident von Jemen
- José Manuel Albares, spanischer Außenminister
- Lina Aloul, jordanische Politikerin
- Ali Yousif Ahmed Alsharif, sudanischer Außenminister
- Ayman Hussein Abdullah Al-Safadi, jordanischer Außenminister und stellvertretender Premierminister
- Celso Amorim, brasilianischer ehemaliger Verteidigungsminister
- Niels Annen, deutscher Bundestagsabgeordneter der SPD
- Åsmund Aukrust, norwegischer Politiker der sozialdemokratischen Arbeiderpartiet
- Zin Mar Aung, burmesische Politikerin und Außenministerin von Myanmar
- Tristan Aureau, französischer Leiter des CAPS
- Yuriko Backes, luxemburgische Politikerin der DP
- Annalena Baerbock, deutsche Außenministerin
- Nozuko Gloria Bam, südafrikanische Botschafterin
- Jean-Noël Barrot, französischer Politiker des MoDem
- Nêçîrvan Barzanî, Präsident des irakischen Kurdistan
- Leila Benali, marokkanische Ministerin für Energiewende und nachhaltige Entwicklung
- Aaron Beng, singapurischer Leiter der Verteidigungsstreitkräfte
- Hildegard Bentele, deutsche Politikerin der CDU
- Alain Berset, Schweizer Politiker der SP
- Franziska Brantner, deutsche Politikerin des Bündnis 90/Die Grünen
- Baiba Braže, lettische Außenministerin
- Carsten Breuer, Generalinspekteur der deutschen Bundeswehr
- Charles Q. Brown, Generalstabschef der US-Streitkräfte
- Michael Claesson, Kommandeur der schwedischen Streitkräfte
- Helen Clark, neuseeländische Politikerin der Labour Party
- Nick Clegg, britischer Politiker
- Judith Collins, neuseeländische Parteiführerin der New Zealand National Party
- Chris Coons, US-amerikanischer Politiker der Demokratischen Partei
- Guido Crosetto, italienischer Verteidigungsminister
- Hélène Conway-Mouret, französische Senatorin und Politikerin der PS
- John Cornyn, US-amerikanischer Senator und Politiker der Republikanischen Partei
- Jason Crow, US-amerikanischer Politiker der Demokratischen Partei
- António Costa, Präsident des Europäischen Rates und portugiesischer ehemaliger Premierminister
- Valdis Dombrovskis, lettischer EU-Kommissar
- Jean-Charles Ellermann-Kingombe, dänischer Diplomat
- Joni Ernst, US-amerikanische Senatorin und Politikerin der Republikanischen Partei
- Tanja Fajon, slowenische Außenministerin
- Faisal bin Farhan Al Saud, saudi-arabischer Außenminister
- Michael McFaul, ehemaliger US-Botschafter in Russland
- Jochen Flasbarth, deutscher politischer Beamter der SPD
- Hakan Fidan, türkischer Außenminister
- Megi Fino, albanische stellvertretende Außenministerin
- Theo Francken, belgischer Politiker der N-VA
- Luc Frieden, luxemburgischer Premierminister
- Kristrún Mjöll Frostadóttir, isländische Premierministerin
- Mette Frederiksen, dänische Ministerpräsidentin
- Giorgi Gacharia, ehemaliger Premierminister Georgiens
- Donika Gërvalla-Schwarz, kosovarische Außenministerin
- Tedros Adhanom Ghebreyesus, Generaldirektor der WHO und ehemaliger äthiopischer Außenminister
- Lindsey Graham, US-amerikanischer Senator und Politiker der Republikanischen Partei
- Filippo Grandi, italienischer UN-Diplomat und Hoher Flüchtlingskommissar der Vereinten Nationen
- Robert Habeck, deutscher Politiker des Bündnis 90/Die Grünen
- Dominique Hasler, liechtensteinische Regierungsrätin für das Ministerium für Äußeres, Bildung und Sport
- John Healey, britischer Verteidigungsminister
- Ng Eng Hen, singapurischer Verteidigungsminister
- Christoph Heusgen, deutscher politischer Beamter, Diplomat und Leiter der Münchner Sicherheitskonferenz
- Wopke Hoekstra, niederländischer EU-Kommissar und ehemaliger Außenminister
- Wolfgang Ischinger, deutscher Diplomat
- Subrahmanyam Jaishankar, indischer Außenminister
- Mélanie Joly, kanadische Außenministerin
- Sigrid Kaag, Koordinatorin der Vereinten Nationen für humanitäre Hilfe und Wiederaufbau im Gazastreifen
- İbrahim Kalın, türkischer Leiter des Inlandsgeheimdienstes
- Kaja Kallas, EU-Außenbeauftragte und Vizepräsidentin, ehemalige estnische Premierministerin
- Alar Karis, estnischer parteiloser Politiker
- Tawakkol Karman, jemenitische Politikerin der al-Islah
- Karin Keller-Sutter, Schweizer Bundespräsidentin
- John Kerry, US-amerikanischer Politiker der Demokratischen Partei und ehemaliger Außenminister
- Hina Rabbani Khar, ehemalige pakistanische Außenministerin
- Vitali Klitschko, ukrainischer Politiker
- Fawzia Koofi, afghanische Politikerin
- Marta Kos Marko, slowenische Politikerin
- Ulf Kristersson, schwedischer Ministerpräsident
- Andrius Kubilius, EU-Kommissar für Verteidigung und Raumfahrt, ehemaliger litauischer Premierminister
- Jörg Kukies, deutscher Finanzminister
- Dmytro Kuleba, ukrainischer Politiker und ehemaliger Außenminister
- Hadja Lahbib, belgische Politikerin der MR und ehemalige Außenministerin
- David Lammy, britischer Außenminister
- Ursula von der Leyen, Präsidentin der Europäischen Kommission und deutsche Politikerin der CDU
- Sanna Marin, ehemalige finnische Ministerpräsidentin
- John Dramani Mahama, ghanaischer Präsident
- Oleksij Makejew, ukrainischer Diplomat und Botschafter der Ukraine in Deutschland
- Enrique A. Manalo, philippinischer Außenminister
- Friedrich Merz, deutscher Politiker der CDU
- Roberta Metsola, maltesische Politikerin und EU-Parlamentspräsidentin
- David Miliband, ehemaliger britischer Außenminister
- Mohammad Mustafa, palästinensischer Politiker
- Gitanas Nausėda, finnischer Präsident
- Karl Nehammer, österreichischer Politiker der ÖVP und ehemaliger Bundeskanzler
- Vjosa Osmani, kosovarische Präsidentin
- Téné Birahima Ouattara, Außenminister der Elfenbeinküste
- Petr Pavel, tschechischer Staatspräsident
- Geir Otto Pedersen, norwegischer Diplomat
- Boris Pistorius, deutscher Verteidigungsminister
- Claudia Plattner, deutsche Präsidentin des Bundesamts für Sicherheit in der Informationstechnik
- Andrej Plenković, kroatischer Premierminister
- Amy Pope, US-amerikanische Generaldirektorin der IOM
- Natalia Pouzyreff, französische Politikerin
- Emma Louise Powell, südafrikanische Politikerin
- Sitiveni Rabuka, fidschianischer Premierminister
- Edi Rama, albanischer Ministerpräsident
- Edgars Rinkēvičs, lettischer Präsident
- Kaupo Rosin, estnischer Generaldirektor des Auslandsnachrichtendienstes
- Mark Rutte, NATO-Generalsekretär und niederländischer Politiker
- Hristijan Mickoski, nordmazedonischer Ministerpräsident
- Gideon Moshe Sa’ar, israelischer Außenminister
- Dovilė Šakalienė, litauische Verteidigungsministerin
- Brian Schatz, US-amerikanischer Senator und Politiker der Demokratischen Partei
- Elmer Schialer Salcedo, peruanischer Außenminister
- Wolfgang Schmidt, deutscher Bundesminister für besondere Aufgaben und Chef des Bundeskanzleramtes
- Olaf Scholz, deutscher Bundeskanzler
- Svenja Schulze, deutsche Ministerin für wirtschaftliche Zusammenarbeit und Entwicklung
- Maroš Šefčovič, slowakischer Diplomat, parteiloser Politiker und Mitglied der EU-Kommission
- Radmila Šekerinska, nordmazedonische Politikerin und stellvertretende NATO-Generalsekretärin
- Wolodymyr Selenskyj, ukrainischer Präsident
- Jeanne Shaheen, US-amerikanische Senatorin und Politikerin der Demokratischen Partei
- Asaad Hassan al-Shaibani, syrischer Außenminister
- Radosław Sikorski, polnischer Außenminister
- Evika Siliņa, lettische Ministerpräsidentin
- Elissa Slotkin, US-amerikanische Senatorin und Politikerin der Demokratischen Partei
- Markus Söder, bayerischer Ministerpräsident
- Mirjana Spoljaric, Schweizer Diplomatin und Präsidentin des Internationalen Komitees vom Roten Kreuz.
- Frank-Walter Steinmeier, deutscher Bundespräsident
- Maria Malmer Stenergard, schwedische Außenministerin
- Jens Stoltenberg, norwegischer Außenminister
- Jonas Gahr Støre, norwegischer Ministerpräsident
- Alexander Stubb, finnischer Präsident
- Salome Surabischwili, georgisch-französische Politikerin
- Andrij Sybiha, ukrainischer Außenminister
- Cho Tae-yul, südkoreanischer Außenminister
- Antonio Tajani, italienischer Außenminister
- Iwaya Takeshi, japanischer Außenminister
- Angel Tîlvăr, rumänischer Verteidigungsminister
- Arnoldo Tinoco, Außenminister und Kultusminister von Costa Rica
- Rafał Trzaskowski, polnischer Präsidentschaftskandidat
- Félix Tshisekedi, Präsident der Demokratischen Republik Kongo
- Volker Türk, hoher Kommissar der Vereinten Nationen für Menschenrechte
- Edmundo González, venezolanischer Politiker
- Elina Valtonen, finnische Außenministerin
- J. D. Vance, US-amerikanischer Vizepräsident und Politiker der Republikanischen Partei
- Henna Virkkunen, finnische Politikerin und eine der Vizepräsidenten der Europäischen Kommission
- Mark Warner, US-amerikanischer Senator und Politiker der Demokratischen Partei
- Manfred Weber, deutscher Politiker der CSU bzw. EVP
- Sheldon Whitehouse, US-amerikanischer Senator und Politiker der Demokratischen Partei
- Wang Yi, chinesischer Außenminister
- Fu Ying, chinesische ehemalige Vize-Außenministerin
- Ekaterina Sachariewa, bulgarische Politikerin und EU-Kommissarin

Nicht eingeladen waren Regierungsvertreter aus Russland.